# 밀레니엄
밀레니엄(millennium)은 1000년 단위로 연도를 끊은 것을 말한다. 킬로이어(kiloyear)라고도 한다. 첫 번째 밀레니엄은 0001년부터 1000년까지를, 두 번째 밀레니엄은 1001년부터 2000년까지를 뜻하며, 세 번째 밀레니엄은 2001년부터 3000년까지를 뜻한다.
밀레니엄이라는 단어는 연도를 천을 의미하는 라틴어 낱말 mille와 연도를 의미하는 라틴어 낱말 annus에서 비롯된 것이다.

## 같이 보기
- 밀레니엄 버그
- 세기